# Jeanne Baptiste d'Albert de Luynes
Jeanne Baptiste d'Albert, contessa di Verrua (Parigi, 18 gennaio 1670 – Parigi, 18 novembre 1736), è stata una nobildonna francese e amante ufficiale di Vittorio Amedeo II di Savoia.

## Biografia
Figlia di Louis Charles d'Albert, duca di Luynes (1620–1690) e della sua seconda moglie, la Anne de Rohan (1644–1684), ebbe cinque fratelli. Sua nonna paterna era Marie de Rohan, il suo fratellastro maggiore era Charles Honoré d'Albert de Luynes, consigliere privato di Luigi XIV di Francia e costruttore del famigerato castello di Dampierre. Nata all'Hôtel de Luynes di Parigi, fu battezzata nella chiesa di Sant'Eustachio e chiamata in onore del suo padrino Jean-Baptiste Colbert.
Dopo una formazione presso la prestigiosa abbazia di Port-Royal a Parigi, fu data in moglie a Giuseppe Ignazio Scaglia, conte di Verrua tra il 23 agosto e il 25 agosto 1683. Aveva appena tredici anni e mezzo all'epoca delle sue nozze. Suo marito era un colonnello dei dragoni e un importante diplomatico piemontese che lavorava per il duca di Savoia Vittorio Amedeo II.
Suo marito era "giovane, bello, ricco e onesto". La madre di lui era una dama di compagnia della duchessa di Savoia, nata francese, Anna Maria d'Orléans. Jeanne Baptiste e suo marito ebbero in tutto quattro figli.
A Torino, capitale sabauda, il duca di Savoia si infatuò della giovane contessa e dal 1688 ne era profondamente innamorato. La contessa, piamente educata, in un primo momento, ignorò le avances del duca che l'avrebbe vista al servizio di sua moglie. In seguito, la duchessa e suo zio, il re di Francia, "incoraggiarono" madame de Verrue ad approfittare delle avances del duca di Savoia. Nel 1689, Jeanne Baptiste cedette agli approcci del duca. Gli amanti diventarono genitori di due figli: la futura principessa di Carignano nacque nel 1690, mentre Vittorio Francesco, nacque nel 1694 e successivamente gli fu conferito il titolo di marchese di Susa.
La donna più invidiata alla corte sabauda a causa della sua influenza sul duca, Jeanne Baptiste cercò di dilettarsi in politica. Con l'aiuto del maresciallo di Tessé, incoraggiò il matrimonio della figlia maggiore del duca, la principessa Maria Adelaide, con il nipote di Luigi XIV, il duca di Borgogna.
Aiutò anche il fratello a fuggire in Francia a causa dei suoi pesanti debiti nell'ottobre 1700, rifugiandosi con la loro zia a Parigi.
Jeanne Baptiste rimase vedova nel 1704, suo marito morì il 13 agosto nella battaglia di Blenheim.
Tornò a Parigi nel 1700 senza i suoi due figli, ma con una notevole fortuna.
Quando Jeanne Baptiste fu presumibilmente avvelenata, fu la famosa madame de Ventadour ad aiutare a curare la contessa malata. Madame de Ventadour divenne la salvatrice del neonato duca di Bretagna, il futuro Luigi XV, i cui genitori, il duca e la duchessa di Borgogna, morirono di morbillo a una settimana di distanza l'uno dall'altro nel febbraio 1712. Madame de Ventadour sarebbe stata devota al futuro Luigi XV.
Dopo aver vissuto come reclusa per più di tre anni su richiesta del marito, "l'eccentrica contessa è riapparsa nel mondo [con] il suo 'ésprit' così come Jean-Baptiste Glucq", disse Saint-Simon, che continuò dicendo che i due si sposarono segretamente. Ciò, tuttavia, non è mai stato dimostrato. Ogni anno, quando la corte era a Fontainebleau, soggiornava nella residenza di Glucq al castello di Sainte-Assise a Seine-Port. Successivamente, soggiornava al castello di Condé a Condé-en-Brie con un altro intimo, il marchese de La Faye.
Durante la sua permanenza in Francia, era molto conosciuta a corte. Jeanne Baptiste era una buona amica di Monsieur le Duc, futuro Primo Ministro di Francia, e di sua madre Madame la Duchesse Douairière che aveva la sua età. Madame la Duchesse era la maggiore delle figlie illegittime sopravvissute di Luigi XIV e Madame de Montespan.
Grande scrittrice di lettere, si interessò all'arte, alla scienza e si tenne anche in contatto con l'astro nascente Voltaire e altri filosofi. A Parigi collocò i numerosi doni ricevuti a Torino, all'Hôtel d'Hauterive - ormai distrutto dalla creazione del Boulevard Raspail - che ampliò per ospitare la sua già vasta collezione di oggetti d'arte. Acquistò anche la proprietà confinante di proprietà dei carmelitani scalzi per aiutare ad alloggiare le sue relazioni.
Avendo il suo salon a Parigi, era frequentato da l'abbé Terrasson, Rothelin, il custode dei sigilli di Francia, Chauvelin, Jean-Baptiste de Montullé, il marchese de Lassay e suo figlio Léon de Madaillan de Lesparre, conte di Lassay e molti altri che si stabilirono nei pressi di casa sua.
Durante la Reggenza, aumentò notevolmente la sua fortuna grazie al Système de Law, nato da un'idea di John Law, un economista scozzese che era un protetto del reggente di Francia. Con la sua più grande fortuna, ordinò la costruzione di due residenze cittadine che sarebbero state costruite dall'architetto Victor Dailly. Dei due, uno rimane e può essere visto in 1 Rue du Regard ed era il luogo in cui era ospitato il consiglio di guerra e aveva legami con Alfred Dreyfus. Fu demolito nel 1894. L'hôtel de Verrue, costruito nel 1740, non fu mai abitato da Jeanne Baptiste che viveva invece al numero 8 di Rue d'Assas vicino al palazzo del Lussemburgo. Visse anche all'hôtel d'Aubeterre dove ampliò la sua galleria per mostrare meglio la sua famosa collezione. Quella galleria è stata dipinta da Claude Audran e può essere vista oggi al Musée des Arts Décoratifs di Parigi.
Jeanne Baptiste morì a Parigi all'età di 66 anni. Molto generosa nel suo testamento, lasciò anche cose per i suoi uccelli che vivevano in una lussuosa voliera.

## Discendenza
Jeanne Baptiste e Joseph Ignace ebbero quattro figli:
1. Anna Maria Angelica Scaglia (1684 – 1745), badessa;
2. Vittorio Amedeo Scaglia (1686 – 1707);
3. Maria Anna Scaglia (1687 – 1745), badessa;
4. Carlo Augusto Scaglia (1688 – 1706).

Jeanne Baptiste e Vittorio Amedeo II di Savoia ebbero due figli illegittimi:
1. Maria Vittoria Francesca (10 febbraio 1690 - Parigi, 8 giugno 1766), andata sposa a Vittorio Amedeo, terzo principe di Carignano;
2. Vittorio Francesco Filippo (10 dicembre 1694 - 20 marzo 1762), che sposò nel 1760 Maria Lucrezia Franchi, senza figli.